# 임은정 (교수)
임은정(林恩廷, 1978년 11월 3일 ~ )은 대한민국의 대학 교수이다. 교수 경력 사항과 방송 출연 이력은 국제학부 교수인 만큼 국내에서는 물론 해외에서도 숱하게 있다.

## 경력
- 2017년 4월 ~ 2019년 8월 : 리츠메이칸대학 국제관계학부 조교수
- 2019년 9월 ~ 현재 : 국립공주대학교 국제학부 부교수

## 방송 출연

### 국내 방송

#### TV
- KBS1 《특파원 보고 세계는 지금》 - 패널
- KBS2 《해 볼만한 아침 M&W》 - "월드 토스터" 패널
- Arirang TV 《The Point》 - 패널

#### 라디오
- KBS 1라디오 《KBS 열린토론》 - 패널
- TBS eFM 《This Morning》 - 전화 인터뷰 출연

### 해외 방송
- NHK, 후지 TV, CGTN, BBC, France 24 등 다수 출연